# The Clown
The Clown er en amerikansk stumfilm fra 1916 af William C. deMille.

## Medvirkende
- Victor Moore som Piffle.
- Thomas Meighan som Dick Ordway.
- Ernest Joy som Jonathan Le Roy.
- Florence Dagmar som Millicent.
- Gerald Ward som Jackie.